# Майами Хит
«Майами Хит» (англ. Miami Heat) — профессиональный баскетбольный клуб, выступающий в Юго-Восточном дивизионе Восточной конференции Национальной баскетбольной ассоциации (НБА). Клуб был основан в 1988 году и присоединился к лиге в сезоне 1988/89 в результате расширения НБА, одновременно с «Орландо Мэджик», «Миннесота Тимбервулвз» и «Шарлотт Хорнетс». Команда базируется в городе Майами, штат Флорида, и домашние матчи проводит на FTX-арене (ранее называвшейся Американ-эйрлайнс-арена), которая была построена в 1999 году. За все сезоны проведенные в НБА клуб трижды выигрывал чемпионат, 7 раз конференцию, 16 раз дивизион и 24 раза выходил в плей-офф. «Хит» принадлежит третий результат в истории НБА по количеству выигранных матчей подряд — 27 (с 3 февраля по 27 марта 2013 года), пропуская вперед только «Лос-Анджелес Лейкерс» (33 матча) и Голден Стэйт Уорриорс (28 матчей) .
Основным владельцем команды является американский бизнесмен Микки Арисон. В 2013 году журнал Forbes оценил клуб в 625 миллионов долларов.
В 2006 году «Майами Хит» впервые стали чемпионами НБА, выиграв финальную серию у «Даллас Маверикс» со счётом 4—2. В 2012 году команда повторила свой успех, победив в финальной серии с «Оклахома-Сити Тандер» со счётом 4—1. В 2013 году команда утроила свой успех, победив в финальной серии с «Сан-Антонио Спёрс» со счётом 4—3.

## История

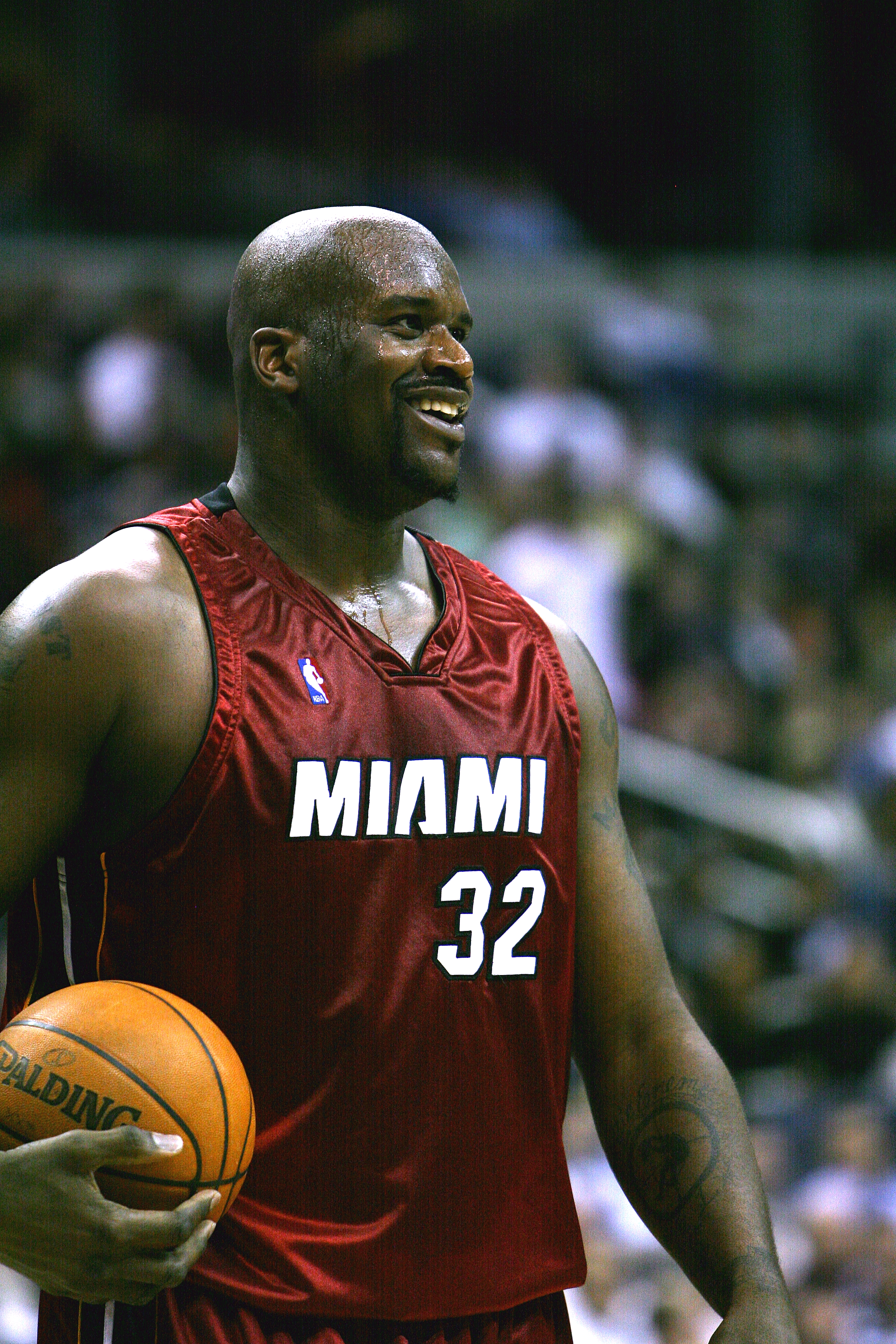
Шакил О’Нил

«Майами Хит» вошёл в НБА в сезоне 1988/89 во время двухэтапного расширения, в ходе которого лигу пополнили такие команды, как «Орландо Мэджик», «Миннесота Тимбервулвз» и «Шарлотт Хорнетс».
Проведя несколько лет на дне турнирной таблицы, «Хит» начал прогрессировать благодаря серии удачных выборов на драфте. Команду пополнили центровой Рони Сейкали на драфте 1988, форвард Глен Райс, защитник Шерман Даглас годом спустя и, наконец, защитник Стив Смит в 1991 году. Хотя в первые пять сезонов своего существования команде не удалось добиться положительного соотношения побед и поражений, в 1992 году она попала в плей-офф, уступив в первом раунде чемпионам лиги «Чикаго Буллз».
В сезоне 1993/94 «Майами» впервые добился положительного результата (42 победы и 40 поражений). В 1994 году клуб претерпел значительное изменение состава, потеряв Стива Смита и Рони Сейкали, но приобретя Кевина Уиллиса, ставшего в паре с Гленом Райсом самым результативным дуэтом лиги.

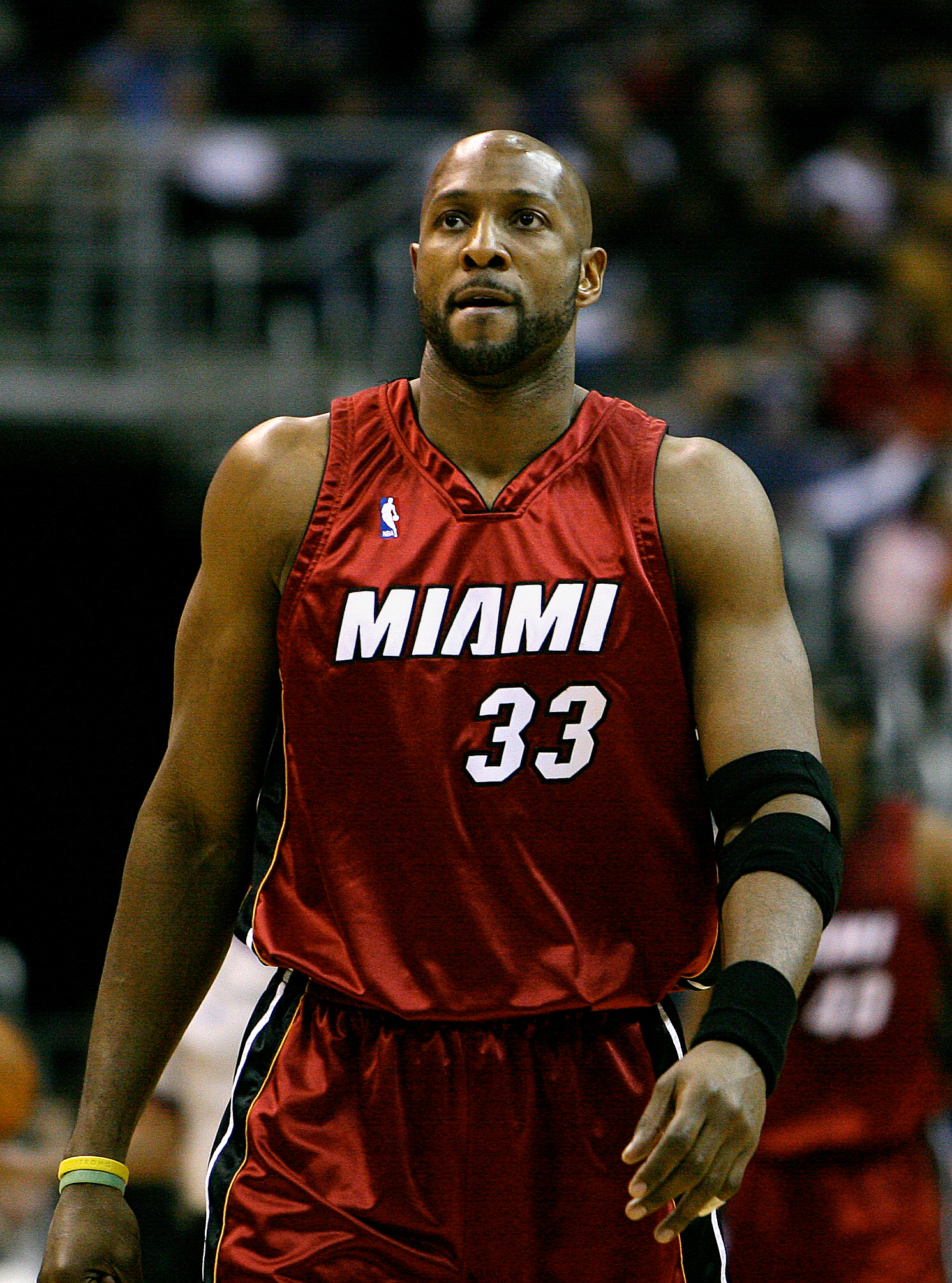
Алонзо Моурнинг

Следующее знаковое событие в развитии клуба произошло в сезоне 1995/96. Наняв опытного Пэта Райли в качестве главного тренера и президента клуба, команда обновила практический весь свой основной состав, отдав Глена Райса в «Шарлотт» в обмен на центрового Алонзо Моурнинга, ставшего первым игроком «Хит», набравшим 50 очков, а также подписав звездного разыгрывающего Тим Хардуэя .
В сезоне 1996/97 «Майами» стал самым прогрессирующим клубом, одержав 61 победу при 21 поражении и заняв первое место в Атлантическом дивизионе. К команде присоединились опытный Дэн Марли, один из лучших снайперов Вошон Ленард, Айзек Остин, получивший приз самого прогрессирующего игрока, а также Джамал Машберн и Пи Джей Браун. Тренер Райли был назван лучшим тренером года. В этом же сезоне команда впервые вышла в финал Восточной конференции, где уступила лучшей команде лиги «Чикаго Буллз».
В следующем сезоне, потеряв несколько ключевых игроков, в том числе Моурнинга из-за травмы, «Хит», тем не менее, одержали 55 побед в регулярном чемпионате, но выбыли в первом раунде плей-офф, уступив «Нью-Йорку». Такой же исход ждал команду и в сезоне 1998/99.
Сезон 1999/2000 начался с переезда команды на новый стадион, Американ-эйрлайнс-арена. Лидер «Хит» Моурнинг второй год подряд был назван лучшим по игре в защите и стал одним из претендентов на звание самого ценного игрока лиги. Но команда вновь уступила «Никс» во втором раунде плей-офф.
Потеряв своего лидера практически на весь сезон-2000/01, команда продолжила свой победный путь благодаря приобретению Эдди Джонса, Энтони Мэйсона и Брайана Гранта и вышла в плей-офф с 50 победами, но проиграла «Шарлотт» в первом раунде.
Обменяв Тима Хардуэя в «Даллас», следующий сезон «Майами» завершили с отрицательным результатом, 36 побед и 46 поражений. Ещё худший итог ждал команду в сезоне 2002/03 (25—57), который она провела без Моурнинга, пропустившего год из-за тяжёлой болезни.

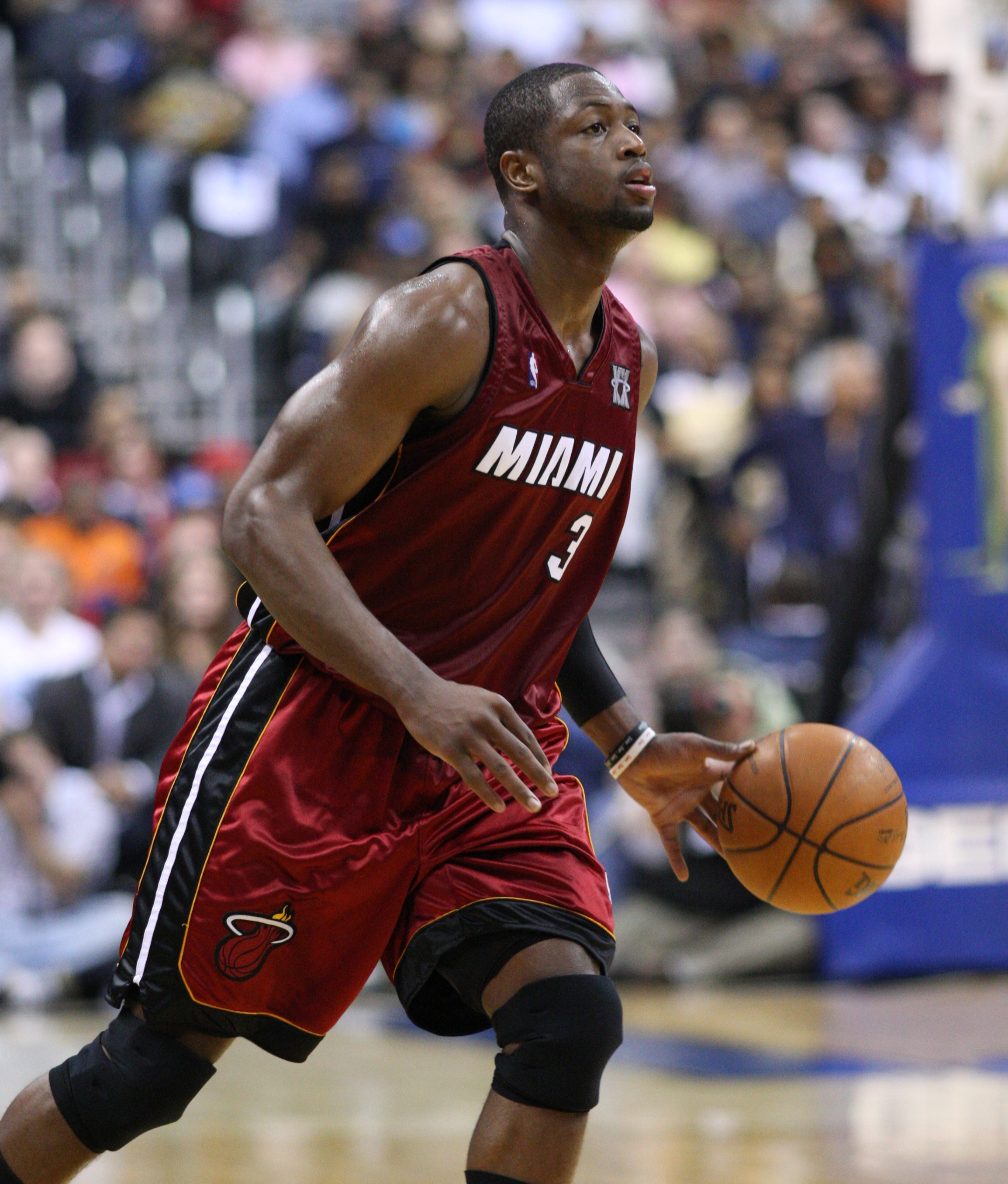
Дуэйн Уэйд

Летом 2003 года под пятым номером драфта «Майами» выбрал защитника Дуэйна Уэйда. Подписав перспективного новичка, клуб также подписал свободных агентов Ламара Одома и Рафера Элстона. Пэт Райли уступил должность главного тренера своему ассистенту Стэну Ван Ганди, сфокусировавшись на должности президента. «Хит» добились положительного результата в сезоне (42—40).
Приобретение Шакила О’Нила в сезоне 2004/05 стало одним из главных приобретений клуба за его историю. Центровой был получен в результате обмена с «Лос-Анджелес Лейкерс» на трёх игроков «Майами». 2 марта 2005 года в качестве свободного агента был подписан другой опытный центровой Моурнинг, восстановившийся после болезни. «Майами» завершил чемпионат со вторым результатом в истории клуба, одержав 59 побед, но уступил «Детройту» в финале конференции.

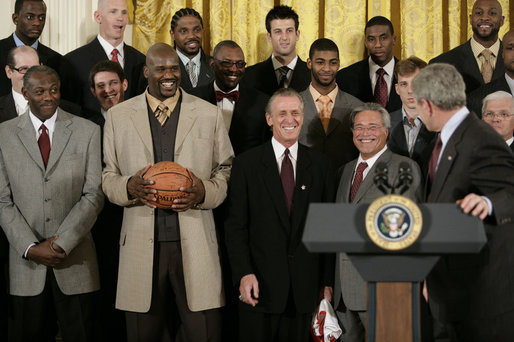
Команда на встрече с Джорджем Бушем в Белом доме после выигрыша чемпионского титула в 2006 году

Сезон 2005/06 начался с возвращения Пэта Райли на пост главного тренера команды, а также с нескольких приобретений: Джейсон Уильямс, Гэри Пэйтон, Антуан Уолкер и Джеймс Поузи. После не очень удачного старта «Майами» нашёл свою игру и завершил регулярный чемпионат с 52 победами. Впервые выйдя в финал НБА, и обыграв в нём «Даллас Маверикс» со счетом 4:2, «Майами» завоевал свой первый титул чемпиона. Лучшим игроком финала был назван Дуэйн Уэйд.
В следующем сезоне ослабленный травмами своих лидеров, О’Нила и Уэйда, «Хит» смог одержать лишь 44 победы и выбыл из чемпионской гонки уже в первом раунде, что стало первым подобным случаем в лиге за 50 лет.

Серьёзные изменения в клубе произошли в сезоне 2010/2011, когда 6-летние контракты с клубом подписали Леброн Джеймс, Крис Бош и новый контракт заключил Дуэйн Уэйд.
Сезон 2010/2011 начался для команды довольно неприятно, несмотря на наличие трёх игроков уровня All-Star, команда не смогла сразу пуститься в гонку за победой в своей конференции. Перед приездом в родные пенаты Леброна Джеймса «Майами» выиграли 9 игр из 17. Далее команда выиграла 19 игр из 20. Второй коллапс случился в период с 27 февраля по 10 марта, когда команда не могла выиграть, несколько раз упустив большое преимущество. Несмотря на шквалы критики и «crygate», «Хит» по итогам сезона заняли 2-е место в конференции и 3-е во всей Ассоциации.

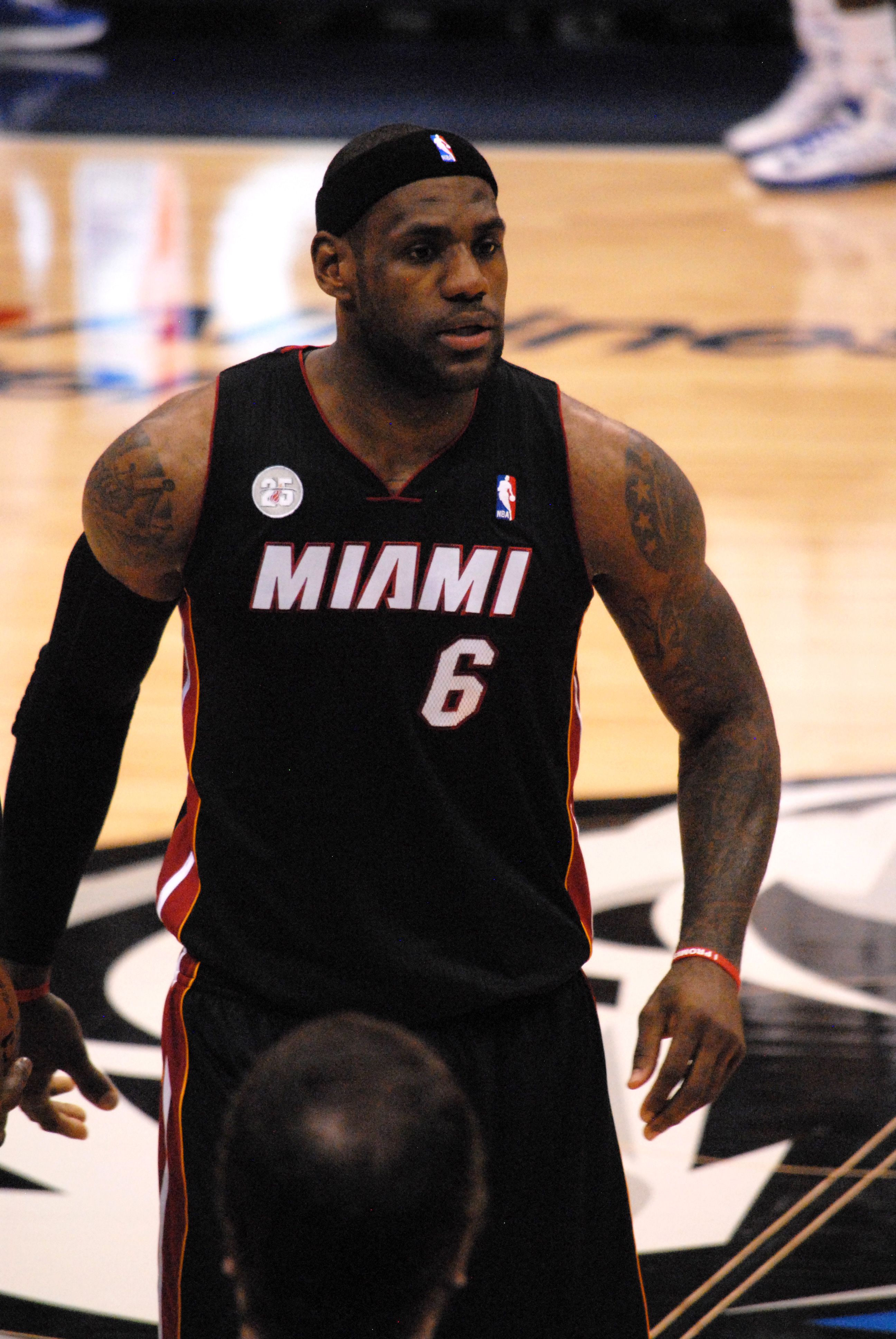
Леброн Джеймс

Плей-офф 2010/2011. 16 апреля «Майами Хит» начали серию первого раунда против посеянной 7-й в Восточной Конференции команды — «Филадельфией 76». «Майами» уверенно выиграли 3 встречи подряд. В 4-й игре «Хит» на протяжении всего матча уверенно контролировали игру, но провалились в конце матча, когда игра у лидеров разладилась, а «76-е» сократили отставание и вышли вперед благодаря нескольким подряд трёхочковым броскам. 5-я игра прошла в Майами, где «Хит» уверенно выиграли. Во втором раунде они встретились с «Бостон Селтикс». «Майами» выиграли первые два матча серии. Но в Бостоне они уступили с разницей в 16 очков. 4-ю игру «Майами» выиграли в овертайме. Вырвав победу в концовке 5-го матча, «Майами» выиграли матч и серию. В финале Восточной Конференции «Майами Хит» противостояли «Чикаго Буллз», ведомыми MVP сезона 2010/2011 Дерриком Роузом и лучшим тренером сезона 2010/2011 Томом Тибодо. В 1-й игре серии «Майами Хит» уступили на площадке соперника с разницей в 20 очков. Затем «Майами» выиграли четыре игры подряд. «Майами Хит» попали в финал NBA, встретились с «Даллас Маверикс». В финале «Майами Хит» имели преимущество своей площадки. «Майами» выиграли первую игру серии Во 2-й встрече за 7 минут до конца преимущество «Хит» составляло 15 очков, но «Даллас» совершил рывок 22—5, решающий мяч забросил Дирк Новицки. В 3-м матче победитель опять решался на последних секундах, но в этом матче Новицки промахнулся и «Майами» выиграли матч и повели в серии 2—1. 4-я встреча осталась за «Маверикс» и запомнилась фанатам «Хит» очередным рывком «Далласа» в концовке матча, «выплюнутым» из кольца штрафным Дуэйна Уэйда, плохой передачей Майка Миллера и отчаянным падением Вейда за мячом на свою половину поля. Мяч всё-таки оказался у «Хит», но Майк Миллер немного поспешил и не попал трёхочковый бросок, который вывел бы команду в овертайм. 8 очков Леброна Джеймса стали для него низшим показателем результативности в плей-офф. 5-я и 6-я игры остались за Даллас Маверикс. «Майами Хит» проиграли финал со счётом 2—4.
В сезоне 2011/2012 наступил локаут и продлился до 25 декабря. В связи с этим было сыграно лишь 66 игр, вместо 82. «Хит» выиграли свой дивизион с показателями 46 побед, при 20 поражениях, процент побед: 0.697. В восточной конференции «Майами» заняли 2-е место, после «Чикаго Буллз».
В 1-м раунде плей-офф «Хит» встречались с 7-й командой востока — «Нью-Йорк Никс». Противостояние завершилось в пяти матчах в пользу «Флоридцев». 2-й раунд для Джеймса и Ко сложился немного сложнее: «Майами» встречались с «Индианой», которая в 1-м раунде переиграла «Орландо Мэджик», ведомую Дуайтом Ховардом, со счетом 4—1. В 1-й встрече «Хит» на своей площадке выиграли — 95:86, и повели в серии 1—0. Вторая встреча завершилась победой «Пэйсерс» — 78:75. 3-я игра также принесла победу «Индиане» — 94:75. Однако затем «Майами Хит» нашли в себе силы собраться и выиграть три матча подряд: 101:93, 115:83 и 105:93. Общий счет серии стал 4—2 в пользу «Хит», которое вышли в финал конференции, где их ждал «Бостон Селтикс». Дорогу в финал «Селтикс» начали с победы в шестиматчевом противостоянии с «Атлантой Хокс». В полуфинале «Бостон» встречался с «Филадельфией 76». Серия закончилась семиматчевой победой «Бостона» — 4:3. 1-й и 2-й матч финала конференции проходил на домашней арене «Хит» — Американ Эйрлайнс-арене. В 1-й встрече «Майами» выиграли в +14 очков — 93:79. Во второй «Хит» также добились победы в +4 очка — 115:111. Затем финал на 2 матча переехал в Бостон. В этих матчах хозяева выиграли обе встречи: в первой — +10 (101:91), во второй — +2 (93:91). В 5-м матче «Бостон» выиграл 94:90 и повел в серии 3—2. Но «Майами» выиграли последующие два матча (98:79 и 101:88) и вышли в финал НБА, где встретились с «Оклахомой-Сити». Первые два матча проходили на Чизпик Энерджи-арене. «Тандер» победили в 1-м матче в +11 очков (105:94). Во втором «Майами» взяли реванш, победив в +4 очка (100:96). Следующие три матча проходили на Американ Эйрлайнс-арене, в которых «Майами Хит» выиграли (91:85, 104:98 и 121:106) и стали двукратными чемпионами НБА. В заключительном матче Леброн Джеймс сделал трипл-дабл (26 очков, 11 подборов и 13 передач). Также по окончании сезона лидер «Майами» стал MVP чемпионата и MVP финала.

## Статистика
За 27 сезонов своего существования (до 2015 года), «Майами Хит» вышли в плей-офф НБА 18 раз. Команда выиграла титул чемпионов НБА трижды (2006, 2012, 2013). Помимо этого «Майами Хит» дважды выходили в финал НБА в 2011 году, где проиграли «Даллас Маверикс», и в 2014 году, где также проиграли «Сан-Антонио Спёрс». Наилучший показатель побед-поражений команды был 66-16, в сезоне 2012/13, худший результат был 15-67, в своём первом сезоне 1988/89.
| Чемпионы лиги | Чемпионы конференции | Чемпионы дивизиона | Попадание в плей-офф |

| Сезон   | Конференция | Дивизион      | Регулярный сезон    | Регулярный сезон | Регулярный сезон | Регулярный сезон | Плей-офф | Результаты                                                                            |
| Сезон   | Конференция | Дивизион      | Место в конференции | Победы           | Поражения        | Процент          | Плей-офф | Результаты                                                                            |
| ------- | ----------- | ------------- | ------------------- | ---------------- | ---------------- | ---------------- | --- | ------------------------------------------------------------------------------------- |
| 2010/11 | Восточная   | Юго-Восточный | 2-е                 | 58               | 24               | .707             | Выиграли в первом раунде Выиграли в полуфинале конференции Выиграли в финале конференции Проиграли в финале | Майами 4, Филадельфия 1 Майами 4, Бостон 1 Майами 4, Чикаго 1 Даллас 4, Майами 2      |
| 2011/12 | Восточная   | Юго-Восточный | 2-е                 | 46               | 20               | .697             | Выиграли в первом раунде Выиграли в полуфинале конференции Выиграли в финале конференции Выиграли в финале  | Майами 4, Нью-Йорк 1 Майами 4, Индиана 2 Майами 4, Бостон 3 Майами 4, Оклахома-Сити 1 |
| 2012/13 | Восточная   | Юго-Восточный | 1-е                 | 66               | 16               | .805             | Выиграли в первом раунде Выиграли в полуфинале конференции Выиграли в финале конференции Выиграли в финале  | Майами 4, Милуоки 0 Майами 4, Чикаго 1 Майами 4, Индиана 3 Майами 4, Сан-Антонио 3    |
| 2013/14 | Восточная   | Юго-Восточный | 2-е                 | 54               | 28               | .659             | Выиграли в первом раунде Выиграли в полуфинале конференции Выиграли в финале конференции Проиграли в финале | Майами 4, Шарлотт 0 Майами 4, Бруклин 1 Майами 4, Индиана 2 Майами 1, Сан-Антонио 4   |
| 2014/15 | Восточная   | Юго-Восточный | 10-е                | 37               | 45               | .451             | не попали                                                                                                   |                                                                                       |
| 2015/16 | Восточная   | Юго-Восточный | 3-е                 | 48               | 34               | .585             | Выиграли в первом раунде Проиграли в полуфинале конференции                                                 | Майами 4, Шарлотт 3 Майами 3, Торонто 4                                               |
| 2016/17 | Восточная   | Юго-Восточный | 9-е                 | 41               | 41               | .500             | не попали                                                                                                   |                                                                                       |

## Игроки и тренеры

### Зал славы баскетбола
- Пэт Райли, принят в 2008 году.
- Алонзо Моурнинг, принят в 2014 году.
- Крис Бош, принят в 2021 году.
- Дуэйн Уэйд, принят в 2023 году.

### Текущий состав
| \| Поз. \| № \| Гражд. \| Имя \| Рост \| Вес \| Откуда \| \| ---- \| -- \| -------- \| ------------------ \| ------ \| ------ \| ------------- \| \| З \| 2 \| ! \| Терри Розье \| 185 см \| 88 кг \| Луисвилль \| \| З \| 4 \| ! \| Норман Пауэлл \| 193 см \| 98 кг \| УКЛА \| \| Ф \| 5 \| Сербия ! \| Никола Йович \| 208 см \| 109 кг \| Сербия \| \| Ц \| 7 \| ! \| Келел Уэйр \| 213 см \| 109 кг \| Индиана \| \| З \| 8 \| ! \| Джош Кристофер \| 193 см \| 98 кг \| Аризона Стейт \| \| З \| 9 \| Швеция ! \| Пелле Ларссон \| 196 см \| 98 кг \| Аризона \| \| Ф \| 11 \| ! \| Хайме Хакес \| 198 см \| 104 кг \| УКЛА \| \| З \| 12 \| ! \| Дрю Смит \| 188 см \| 91 кг \| Миссури \| \| Ф/Ц \| 13 \| ! \| Бэм Адебайо \| 206 см \| 118 кг \| Кентукки \| \| З \| 14 \| ! \| Тайлер Хирро \| 196 см \| 93 кг \| Кентукки \| \| Ф \| 16 \| ! \| Кешад Джонсон \| 198 см \| 104 кг \| Аризона \| \| З/Ф \| 18 \| ! \| Алек Бëркс \| 196 см \| 98 кг \| Колорадо \| \| Ф \| 19 \| Италия ! \| Симоне Фонтеккьо \| 201 см \| 95 кг \| Италия \| \| Ф \| 22 \| Канада ! \| Эндрю Уиггинс \| 203 см \| 89 кг \| Канзас \| \| Ф \| 24 \| ! \| Хейвуд Хайсмит \| 196 см \| 98 кг \| Уилинг \| \| З \| 25 \| Литва ! \| Каспарас Якучионис \| 198 см \| 91 кг \| Иллинойс \| \| З \| 45 \| ! \| Дэвион Митчелл \| 183 см \| 92 кг \| Бэйлор \| \| Ц \| 50 \| Россия ! \| Владислав Голдин \| 216 см \| 113 кг \| Мичиган \| | Главный тренер - Эрик Споэльстра Ассистенты тренера - Малик Аллен - Кэрон Батлер - Октавио де ла Грана - Уэйн Эллингтон - Эрик Глэсс - Чус Матео - Крис Куинн - Майлз Саймон Состав • Переходы Последнее изменение: 7 июля 2025 года |          |                    |        |        |               |
| Поз. | № | Гражд.   | Имя                | Рост   | Вес    | Откуда        |
| З | 2 | !        | Терри Розье        | 185 см | 88 кг  | Луисвилль     |
| З | 4 | !        | Норман Пауэлл      | 193 см | 98 кг  | УКЛА          |
| Ф | 5 | Сербия ! | Никола Йович       | 208 см | 109 кг | Сербия        |
| Ц | 7 | !        | Келел Уэйр         | 213 см | 109 кг | Индиана       |
| З | 8 | !        | Джош Кристофер     | 193 см | 98 кг  | Аризона Стейт |
| З | 9 | Швеция ! | Пелле Ларссон      | 196 см | 98 кг  | Аризона       |
| Ф | 11 | !        | Хайме Хакес        | 198 см | 104 кг | УКЛА          |
| З | 12 | !        | Дрю Смит           | 188 см | 91 кг  | Миссури       |
| Ф/Ц | 13 | !        | Бэм Адебайо        | 206 см | 118 кг | Кентукки      |
| З | 14 | !        | Тайлер Хирро       | 196 см | 93 кг  | Кентукки      |
| Ф | 16 | !        | Кешад Джонсон      | 198 см | 104 кг | Аризона       |
| З/Ф | 18 | !        | Алек Бëркс         | 196 см | 98 кг  | Колорадо      |
| Ф | 19 | Италия ! | Симоне Фонтеккьо   | 201 см | 95 кг  | Италия        |
| Ф | 22 | Канада ! | Эндрю Уиггинс      | 203 см | 89 кг  | Канзас        |
| Ф | 24 | !        | Хейвуд Хайсмит     | 196 см | 98 кг  | Уилинг        |
| З | 25 | Литва !  | Каспарас Якучионис | 198 см | 91 кг  | Иллинойс      |
| З | 45 | !        | Дэвион Митчелл     | 183 см | 92 кг  | Бэйлор        |
| Ц | 50 | Россия ! | Владислав Голдин   | 216 см | 113 кг | Мичиган       |

### 25 лучших игроков клуба
Список составлен на 20-ю годовщину клуба.
| - Кит Аскинс - Брюс Боуэн - Пи Джей Браун - Кэрон Батлер - Бимбо Коулз | - Шерман Дуглас - Кевин Эдвардс - Брайан Грент - Тим Хардуэй - Удонис Хаслем | - Эдди Джонс - Вошон Ленард - Грант Лонг - Дэн Мэджерл - Джамал Мэшберн | - Алонзо Моурнинг - Ламар Одом - Шакил О’Нил - Джеймс Поузи - Глен Райс | - Рони Сейкали - Стив Смит - Рори Спарроу - Дуэйн Уэйд - Джейсон Уильямс |

### Закреплённые номера
- 10 Тим Хардуэй, З, 1996—2001
- 32 Шакил О’Нил, Ц, 2004—2008
- 33 Алонзо Моурнинг, Ц, 1995—2002, 2005—2008
- 3 Дуэйн Уэйд, З, 2003—2016, 2018—2019
- 40 Удонис Хаслем , 4 ТФ , 2003—2023

### Почитаемые номера
- 13 Дэн Марино, ФК «Майами Долфинс»
- 23 Майкл Джордан, БК «Чикаго Буллз»

## Стадионы

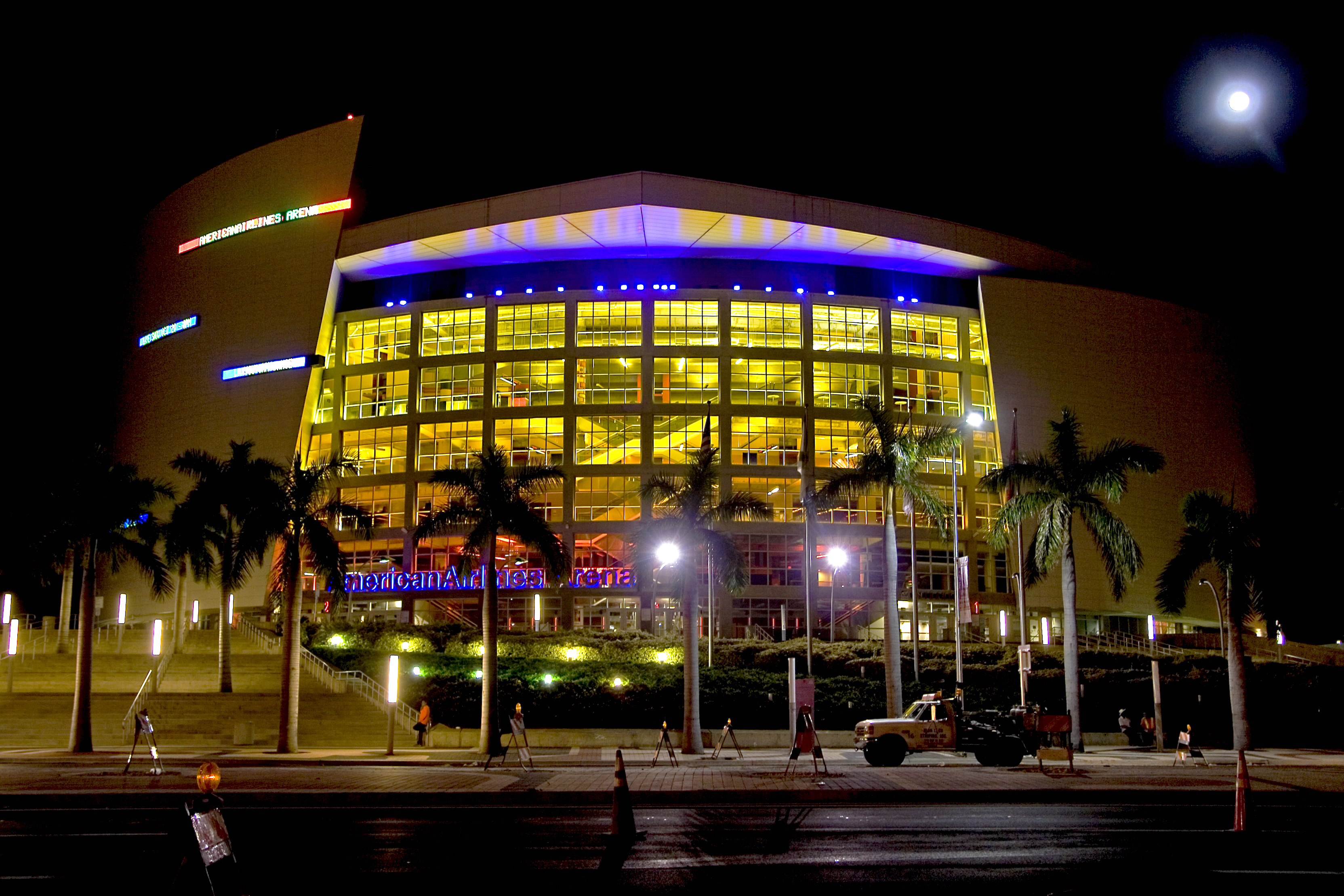
FTX-арена

Домашние матчи команда проводит на FTX-арене (ранее называвшейся Американ-эйрлайнс-арена), открытой в 1999 году. Вместимость арены — 19600. С 1988 по 1999 год домашние матчи «Хит» проводил на Майами-арене, вместимость — 16640.

## Награды
| # | Игрок           | Дата         |
| - | --------------- | ------------ |
| 1 | Глен Райс       | апрель 1992  |
| 2 | Аланзо Моурнинг | декабрь 1999 |
| 3 | Ламар Одом      | март 2004    |
| 4 | Дуэйн Уэйд      | декабрь 2004 |
| 5 | Шакил О’Нил     | март 2005    |
| 6 | Дуэйн Уэйд      | февраль 2006 |
| 7 | Дуэйн Уэйд      | декабрь 2008 |
| 8 | Дуэйн Уэйд      | февраль 2009 |
| 9 | Дуэйн Уэйд      | март 2010    |

| #  | Игрок           | Дата            |
| -- | --------------- | --------------- |
| 1  | Рони Сейкали    | 11 марта 1990   |
| 2  | Рони Сейкали    | 7 марта 1993    |
| 3  | Глен Райс       | 28 ноября 1993  |
| 4  | Крис Гэтлинг    | 24 марта 1996   |
| 5  | Тим Хардуэй     | 29 декабря 1996 |
| 6  | Алонзо Моурнинг | 16 февраля 1997 |
| 7  | Алонзо Моурнинг | 29 марта 1998   |
| 8  | Алонзо Моурнинг | 14 марта 1999   |
| 9  | Алонзо Моурнинг | 13 декабря 1999 |
| 10 | Алонзо Моурнинг | 10 апреля 2000  |
| 11 | Эдди Джонс      | 7 января 2002   |
| 12 | Дуэйн Уэйд      | 22 февраля 2004 |
| 13 | Ламар Одом      | 7 марта 2004    |
| 14 | Дуэйн Уэйд      | 7 ноября 2004   |
| 15 | Шакил О’Нил     | 19 декабря 2004 |
| 16 | Дуэйн Уэйд      | 4 декабря 2005  |
| 17 | Дуэйн Уэйд      | 1 января 2006   |
| 18 | Дуэйн Уэйд      | 14 января 2007  |
| 19 | Дуэйн Уэйд      | 4 февраля 2007  |
| 20 | Дуэйн Уэйд      | 11 февраля 2007 |
| 21 | Дуэйн Уэйд      | 24 ноября 2008  |
| 22 | Дуэйн Уэйд      | 8 декабря 2008  |
| 23 | Дуэйн Уэйд      | 9 марта 2009    |